# 2015 RX245

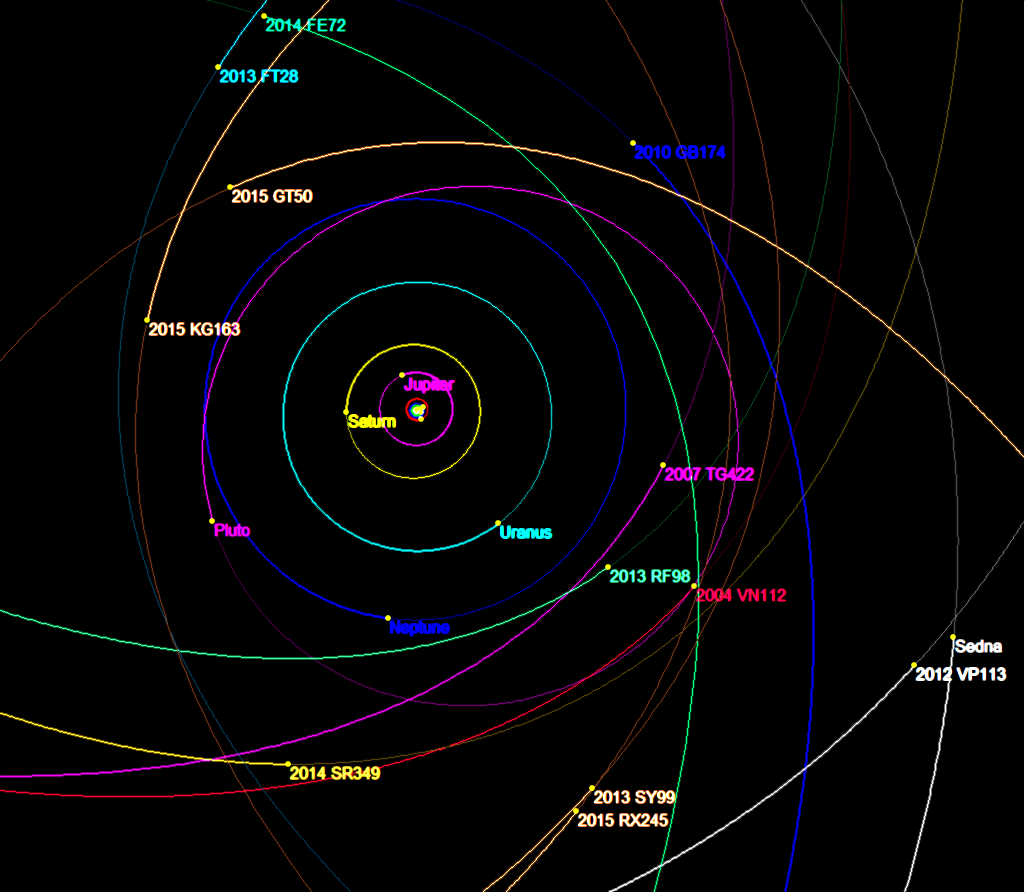
2015 RX45 et ont des positions proches, les deux corps sont à environ 60 UA du soleil

2015 RX245 est un objet transneptunien du système solaire ayant un périhélie à 45 UA et un demi-grand axe à plus de 400 UA. Un tel objet ne peut se trouver sur une telle orbite qu'avec l'aide d'un perturbateur, d'où l'hypothèse de la Planète Neuf.
.